# Complet (vêtement)
« Costard » redirige ici. Pour l’article homophone, voir Costar.
Pour les articles homonymes, voir Complet.

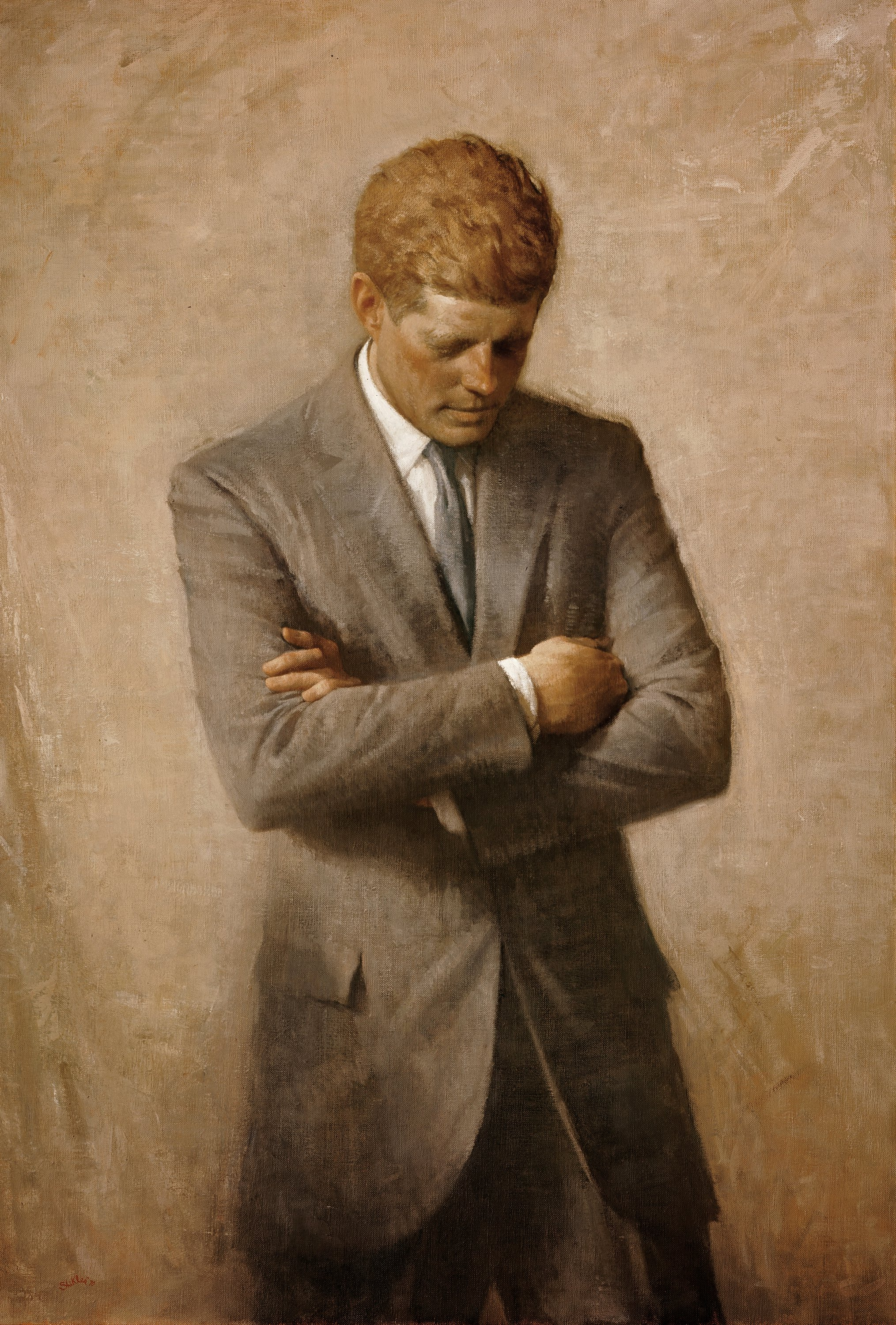
Peinture représentant le président John F. Kennedy portant un complet droit à deux boutons.

Un complet (appelé aussi complet-veston, costume, veston-cravate, costard-cravate ou familièrement costard) est un vêtement masculin composé d'une veste (souvent appelée veston), d'un pantalon et parfois d'un gilet. Il se porte avec une chemise (généralement unie et souvent blanche), une cravate, une pochette et parfois un chapeau. C'est un vêtement considéré comme classique et dont la gamme de couleur reste relativement limitée aux couleurs sobres.

## Composition
Un complet classique est réalisé dans un tissu et une couleur unique alors qu'un complet fantaisie pourra être confectionné dans deux tissus différents.
Le costume droit comporte deux ou trois boutons. Le costume croisé se porte aujourd'hui sans gilet et comporte généralement six boutons dont deux servent effectivement à la fermeture.
Le pantalon comporte deux poches horizontales à fentes et parfois un revers qui tombe sur le laçage des chaussures.

## Historique
Le costume masculin, pourtant jadis très ornementé, a commencé à se simplifier en Grande-Bretagne dès le XVIIe siècle. À la fin du XVIIIe siècle, la cravate remplace le jabot de dentelle, alors que les révolutionnaires français se mettent à porter le pantalon. Au XIXe siècle, certains aristocrates et dandys anglais se mettent à porter des redingotes, des queues de pie et des jaquettes, formant la base du futur costume-cravate. C'est en 1855, que pour la première fois un homme (Édouard VII du Royaume-Uni) porte un costume complet d'une même étoffe.
Le costume évolue par la suite pour devenir plus fonctionnel, notamment du fait du sport, la redingote est remplacée par le veston droit. Avec l'essor du commerce et de l'industrie, ce style sobre devient au fur et à mesure du XIXe siècle le vêtement des personnalités importantes. Il est aussi associé à la modernité occidentale et de ce fait est copié dans plusieurs endroits du monde. En 1894, le Japon oblige ses fonctionnaires à porter le costume. En 1928, le roi afghan Amanullah Khan l'impose à la cour et au Parlement, avec chapeau et pardessus. En Turquie, Mustafa Kemal Atatürk occidentalise autant les institutions que la société, déclarant notamment : « Le peuple turc se voulant civilisé se doit de montrer qu'il l'est dans sa vie de famille, son mode de vie, son aspect extérieur, pour ainsi dire, de la tête aux pieds ». Par contrecoup, à partir de la seconde moitié du XXe siècle, rejeter le costume cravate apparaît, dans certains pays récemment décolonisés ou s'étant émancipé de la tutelle occidentale, comme une façon d'affirmer leur identité. La veste au col Mao est un célèbre exemple, dont s'inspire le président du Zaïre Mobutu Sese Seko qui créa l'abacost, une abréviation de « à bas le costume », imposée dans le pays entre 1972 et 1990. Au Kenya est inventé un costume national masculin, consistant en une chemise et une cape portée sur l'épaule. Au XXIe siècle, en Chine, pays économiquement converti au libéralisme occidental tout en restant officiellement communiste, le président Xi Jinping alterne ses tenues entre costume-cravate et veste typiquement chinoise.
Jusqu'au début des années 1950, le trois pièces est aussi à la mode, pouvant avoir une veste croisée, de nombreuses personnalités ont arboré ce genre de costume (Charles de Gaulle, Lénine, Pierre Laval, Léon Blum ou Joseph Bruce Ismay). Dans les années 1930 s'opposent principalement deux tendances : le costume américain à veste longue et épaules larges et le costume anglais à veste cintrée près du corps. La coupe du costume n'a que peu évolué depuis.
Le costume est traditionnellement anthracite. La mode du noir se perd à la fin du XIXe siècle mais opère un retour à partir des années 1950 et 1960, bien que les Britanniques le préfèrent pour les tenues de soirée (smoking) ou de deuil. Le bleu marine apparaît dans les années 1950 en deux teintes : le navy et le midnight.

## Port des deux types de costume

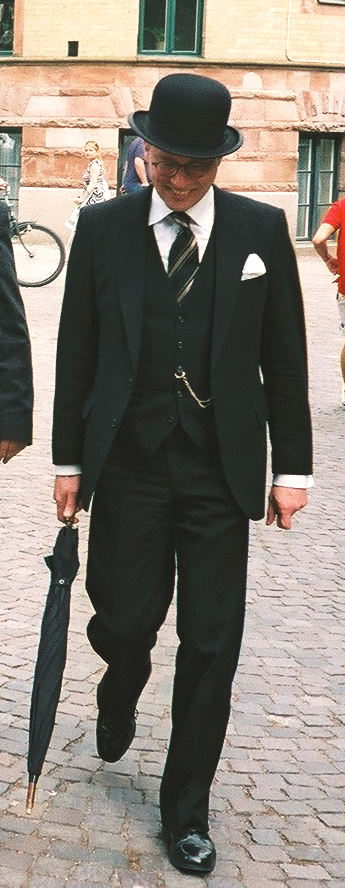
Un costume trois-pièces.

Le costume croisé a été fort en vogue dans les années 1930 jusqu'à la fin de la deuxième moitié du XXe siècle.
Aujourd'hui, il est encore porté mais représente l'aspect plutôt rétro du complet, contrairement au costume droit qui est encore actuellement le plus porté à partir des années 1950 jusqu'à son port le plus marqué dans les années 1990.
Une raison du choix entre les deux grands types du complet serait que le costume droit irait mieux par sa coupe aux personnes à la corpulence plutôt fine, tandis que le costume croisé est plutôt réservé à celles plus corpulentes. Cependant, bien qu'il y ait un fond de logique dans cette explication par la différence de coupe dans la largeur et par le fait que les deux types ne conviennent pas à tous, il existe suffisamment de tailles pour chaque type qui conviendraient dans les différentes boutiques de prêt-à-porter pour ceux qui ont de l'embonpoint ou pas, ou encore sur mesure chez un tailleur.[réf. nécessaire]
Il n'existe pas vraiment de raisons différentes pour le port du droit ou du croisé, car bien que le croisé soit plus « rétro », ils peuvent bien faire aussi sérieux ou sportif l'un que l'autre. Le choix du port dépend majoritairement du goût de la personne. Cependant, il existe d'autres alternatives de chaque modèle, comme le blazer (croisé) plus « sportif », et le costume trois-pièces (droit) plus « sérieux » et professionnel qui peuvent influencer le choix, ainsi que toutes les diversités des costumes et des accessoires.
Le costume de soirée, dit smoking en français ou tuxedo en anglais, présente une légère différence par rapport au costume classique. Il comporte une bande satinée le long de la jambe. La veste est généralement à revers en satin, avec un bouton, sans fente à l'arrière. Il revient à la mode.